# Just Another Way To Say I Love You
Just Another Way to Say I Love You es el cuarto álbum de estudio del cantante, compositor y productor estadounidense Barry White, lanzado el 25 de marzo de 1975 por la compañía discográfica 20th Century Records. El disco fue arreglado orquestalmente por Barry White y Gene Page. De igual modo que sus anteriores trabajos, este llegó a lo más alto de la lista de Álbumes R&B por cuarta vez seguida, y llegó a la posición #17 de la lista Billboard 200. También alcanzó la posición número #12 en el Reino Unido. El álbum fue todo un éxito, conteniendo dos sencillos que llegaron al Top Diez de la lista Billboard R&B, What Am I Gonna Do with You, la cual fue número #1, y I'll Do For You Anything You Want Me To. Ambas canciones fueron exitosas en la lista Billboard Hot 100, llegando a los números #8 y #40 respectivamente. Ambos sencillos fueron también éxitos en el Reino Unido, alcanzando las posiciones #5 y #20 respectivamente. El álbum fue remasterizado digitalmente y relanzado en formato CD el 31 de julio de 2006 por UMVD Special Markets.

## Listado de canciones
Todas las canciones escritas y compuestas por Barry White, except where noted. 
| Side one |                                                              |          |  |
| N.º      | Título                                                       | Duración |  |
| 1.       | «Heavenly, That's What You Are to Me» (B. White)             | 5:03     |  |
| 2.       | «I'll Do for You Anything You Want Me To» (B. White)         | 6:13     |  |
| 3.       | «All Because of You» (B. White, Frank Wilson, Michael Nunes) | 6:40     |  |
| 4.       | «Love Serenade (Part I)» (B. White)                          | 4:49     |  |

| Side two |                                                  |          |  |
| N.º      | Título                                           | Duración |  |
| 1.       | «What Am I Gonna Do with You» (B. White)         | 3:30     |  |
| 2.       | «Let Me Live My Life Lovin' You Babe» (B. White) | 10:29    |  |
| 3.       | «Love Serenade (Part II)» (B. White)             | 3:13     |  |

## Listas
| Lista (1975)                | Posición |
| --------------------------- | -------- |
| U.S. Billboard Top LPs      | 17       |
| U.S. Billboard Top Soul LPs | 1        |
| Reino Unido                 | 12       |

Sencillos
| Año  | Sencillo                                  | Posición más alta | Posición más alta | Posición más alta |
| Año  | Sencillo                                  | US                | US R&B            | UK                |
| ---- | ----------------------------------------- | ----------------- | ----------------- | ----------------- |
| 1975 | "What Am I Gonna Do with You"             | 8                 | 1                 | 5                 |
| 1975 | "I'll Do for You Anything You Want Me To" | 40                | 4                 | 20                |